# Кирилловка (Самарская область)
Кири́лловка — село Ставропольского района Самарской области. Центр и единственный населённый пункт одноимённого сельского поселения.

## История
Село было основано в 1790 году. Название получило по протекающей реке Кирилловке. Первоначально население составляли государственные крестьяне, с 1803 года они стали удельными крестьянами.
Первоначально деревня относилась к приходу церкви в селе Ташла. В 1839 году была освящёна и открыта деревянная двухпрестольная церковь во имя Святой Троицы и апостола Якова на 500 человек, с колокольней. Второй престол был освящён в 1861 году. В 1912 году была построена новая каменная церковь, разрушенная в годы советской власти.
Сельскому обществу принадлежало 8989 десятин пахотной земли. В ходе столыпинской реформы часть населения решил отделиться от сельского обществ. Однако другие крестьяне не допустили землемера до работы, а прибывший отряд стражи встретили с кольями и дубинами.
К 1915 году только 13 % сельчан было грамотными.
В марте 1918 года в селе была установлена Советская власть. В ходе Чапанной войны крестьяне села отказались поддержать восставших.
В 1929 году в Кирилловском сельсовете были образованы колхозы им. Крупской, «Ударник» (в посёлке Ивановка) и «Большая поляна» (посёлок Большая поляна). В 1951 году они были объединены в колхоз имени Крупской. Колхозы обслуживались Мусоркской МТС. Колхоз специализировался на выращивании зерновых, подсолнечника, мака. Животноводство преимущественно было мясо-молочного направления.
В 1969 году в селе был открыт детский сад. В 1978 году было построено новое, типовое здание средней школы. Сейчас она является филиалом Мусоркской школы. Действуют Дом культуры и библиотека.

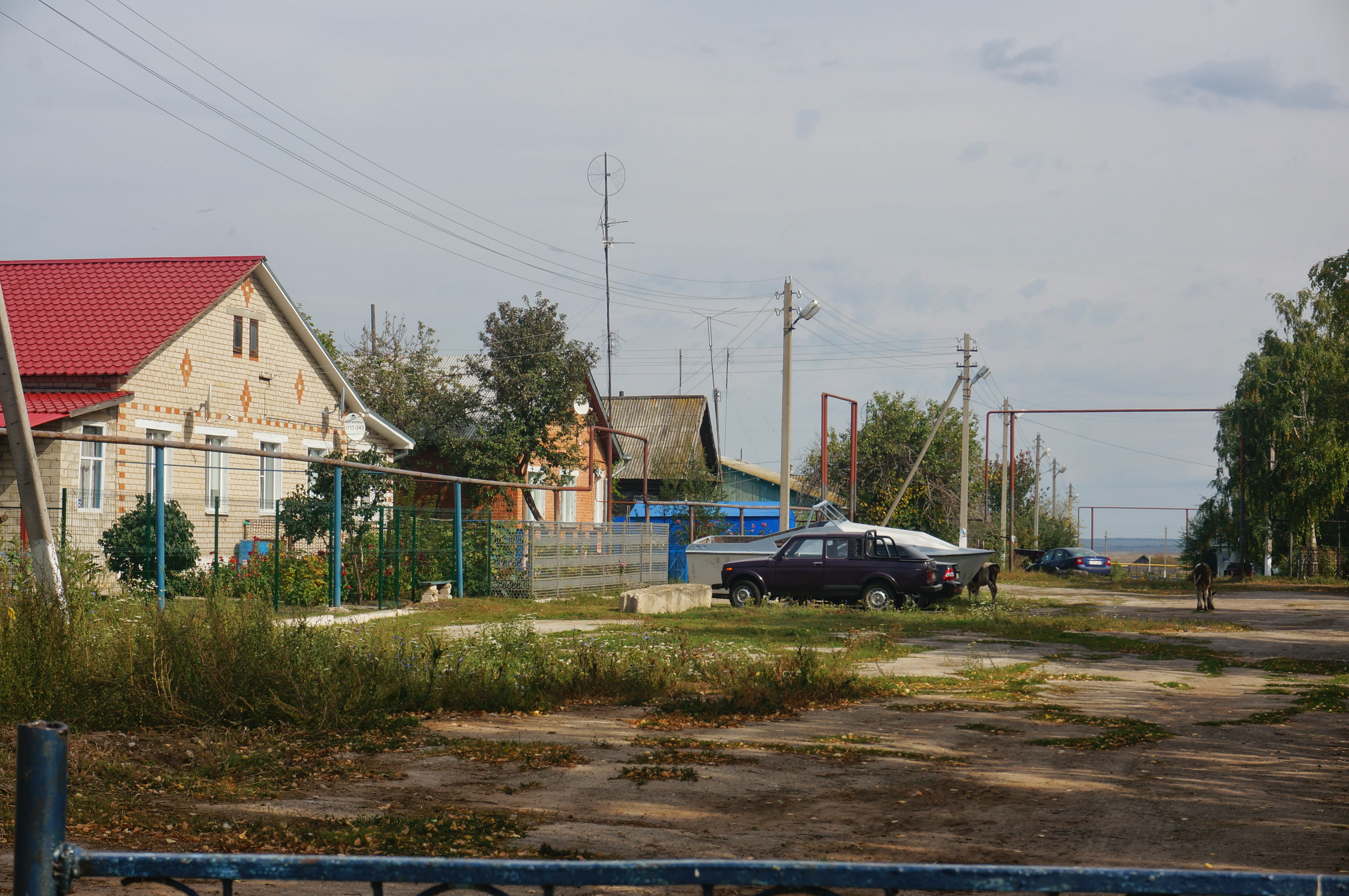
Кирилловка

### История административно-территориального подчинения
До 1919 года село входило в состав Мусоркской волости Ставропольского уезда Самарской губернии.
В 1919—1928 село относилось к Мусоркскому сельсовету Мусоркской волости Мелекесского уезда Самарской губернии.
В 1931 году село относилось к Кирилловскому сельсовету Мелекесского района Средневолжского края.
С 1934 года село относилось к Новобуянскому району Средневолжского края (с 1936 — Куйбышевской области).
С 1954 года село относилось к Новобинарадскому сельсовету Новобуянского района Куйбышевской области.
В 1963 году Новобуянский район был упразднён и село стало относиться к Ставропольскому району Куйбышевской области (с 1991 года — Самарской)
В 2006 году было создано сельское поселение Кирилловка.

## Население
| Год  | Численность | Численность |
| ---- | ----------- | ----------- |
| 1859 | 2000        | [ 3 ]       |
| 1889 | 2368        | [ 4 ]       |
| 1897 | 2274        | [ 5 ]       |
| 1903 | 2281        | [ 6 ]       |
| 1910 | 3172        | [ 7 ]       |
| 1915 | 2797        |             |
| 1931 | 1958        |             |
| 2002 | 581         |             |
| 2010 | 570         | [ 8 ]       |
| 2012 | 592         | [ 9 ]       |
| 2013 | 618         | [ 10 ]      |
| 2014 | 621         | [ 11 ]      |
| 2015 | 620         | [ 12 ]      |
| 2016 | 615         | [ 13 ]      |
| 2017 | 613         | [ 14 ]      |
| 2018 | 599         | [ 15 ]      |
| 2019 | 605         | [ 16 ]      |
| 2020 | 602         | [ 17 ]      |
| 2021 | 583         | [ 1 ]       |